# Ahmed Abdulshafi Bassey
Ahmed Abdulshafi Bassey är ledare för SLM-Bassey, en av de rebellgrupper som deltar i Darfurkonflikten och bekämpar den sudanesiska regeringen och dess allierade i janjaweedmilisen.
Bassey övertog makten från sin företrädare Abdul Wahid Mohamed Ahmed al-Nour den 25 juli 2006.